# Mauro Pagani
Pour les articles homonymes, voir Pagani (homonymie).
Mauro Pagani, né le 5 février 1946 à Chiari, est un chanteur, compositeur et multi-instrumentiste italien.

## Biographie
Mauro Pagani est, en 1970, l'un des membres fondateurs du groupe de rock progressif Premiata Forneria Marconi, dans lequel il joue du violon, de la trompette et de la flûte. Il quitte le groupe en 1977 afin de poursuivre une carrière en solo.
Il a par ailleurs composé plusieurs musiques de films dont quatre pour le réalisateur Gabriele Salvatores, et a été nommé en 2013 au David di Donatello de la meilleure musique.

## Discographie

### Albums solo
- Mauro Pagani (1978)
- Sogno di una notte d'estate (1981)
- Passa la bellezza (1991)
- Domani (2003)
- 2004 Crêuza de mä (2004)

### Filmographie
- Sogno di una notte d’estate (1983)
- Signore e signori (1984)
- Dolce assenza (1986)
- Topo Galileo (1988)
- Puerto Escondido (1992)
- Sarahsarà (1994)
- Nirvana (1997)
- In barca a vela contromano (it) (1997)
- L'ultimo Pulcinella (2008)
- Senza arte né parte (2011)
- Educazione siberiana (2013)
- La nostra terra (2014)